# 豊和村 (山梨県)
豊和村（とよわむら）は山梨県西八代郡にあった村。現在の市川三郷町下大鳥居・黒沢および南巨摩郡富士川町駅前通にあたる。

## 地理
- 河川：富士川

## 歴史
- 1875年（明治8年）1月 - 八代郡下大鳥居村・黒沢村が合併して豊和村となる。
- 1878年（明治11年）7月22日 - 郡区町村編制法の施行により、豊和村が西八代郡の所属となる。
- 1889年（明治22年）7月1日 - 町村制の施行により、豊和村が単独で自治体を形成。
- 1942年（昭和17年）7月1日 - 八之尻村・羽鹿島村と合併して大同村が発足。同日豊和村廃止。
- 1956年（昭和31年）9月30日 - 大同村のうち旧村域の一部（下大鳥居および黒沢の一部）が市川大門町、旧村域の残部（黒沢の残部）が南巨摩郡鰍沢町に分割編入。
- 1958年（昭和33年）1月1日 - 市川大門町のうち旧村域の一部（黒沢の一部）が南巨摩郡鰍沢町に編入。

## 交通

### 鉄道路線
- 鉄道省
  - 身延線
    - 鰍沢口駅